# Trappistinnenabtei Quilvo
Die Trappistinnenabtei Quilvo, offizieller Name  Monasterio Trapense Nuestra Señora de Quilvo  ist seit 1981 ein Kloster der Trappistinnen in Curicó im Bistum Talca in Chile.

## Geschichte
Die italienische Trappistinnenabtei Vitorchiano gründete 1981 in der chilenischen Stadt Curicó das Nonnenkloster Nuestra Señora de Quilvo, das 1988 zum Priorat, 1994 zum selbständigen Priorat und 1998 zur Abtei erhoben wurde. Gründungsbischof im Bistum Talca war Carlos González Cruchaga. Das Kloster gründete 2009 das Tochterkloster Boa Vista in Brasilien. Das Erdbeben in Chile 2010 fügte dem Kloster großen Schaden zu.
Oberinnen:
- Ludovica Bussatto (1981–2013)
- Mariela Jeres Pereira (2013–2019)